# NGC 1295
NGC 1295 est une galaxie lenticulaire située dans la constellation de l'Éridan. NGC 1295 a été découverte par l'astronome américain Ormond Stone en 1886.

## Caractéristiques
Sa vitesse par rapport au fond diffus cosmologique est de 4 796 ± 37 km/s, ce qui correspond à une distance de Hubble de 70,74 ± 4,98 Mpc (∼231 millions d'al).
La base de données Simbad considère que NGC 1290 et NGC 1295 sont une seule et même galaxie, ce qui semble erroné.